# Hôtel Frantin ou de Cirey
L'Hôtel Frantin ou de Cirey est un hôtel particulier de la ville de Dijon situé dans son secteur sauvegardé au 62, rue Chabot-Charny.

## Histoire

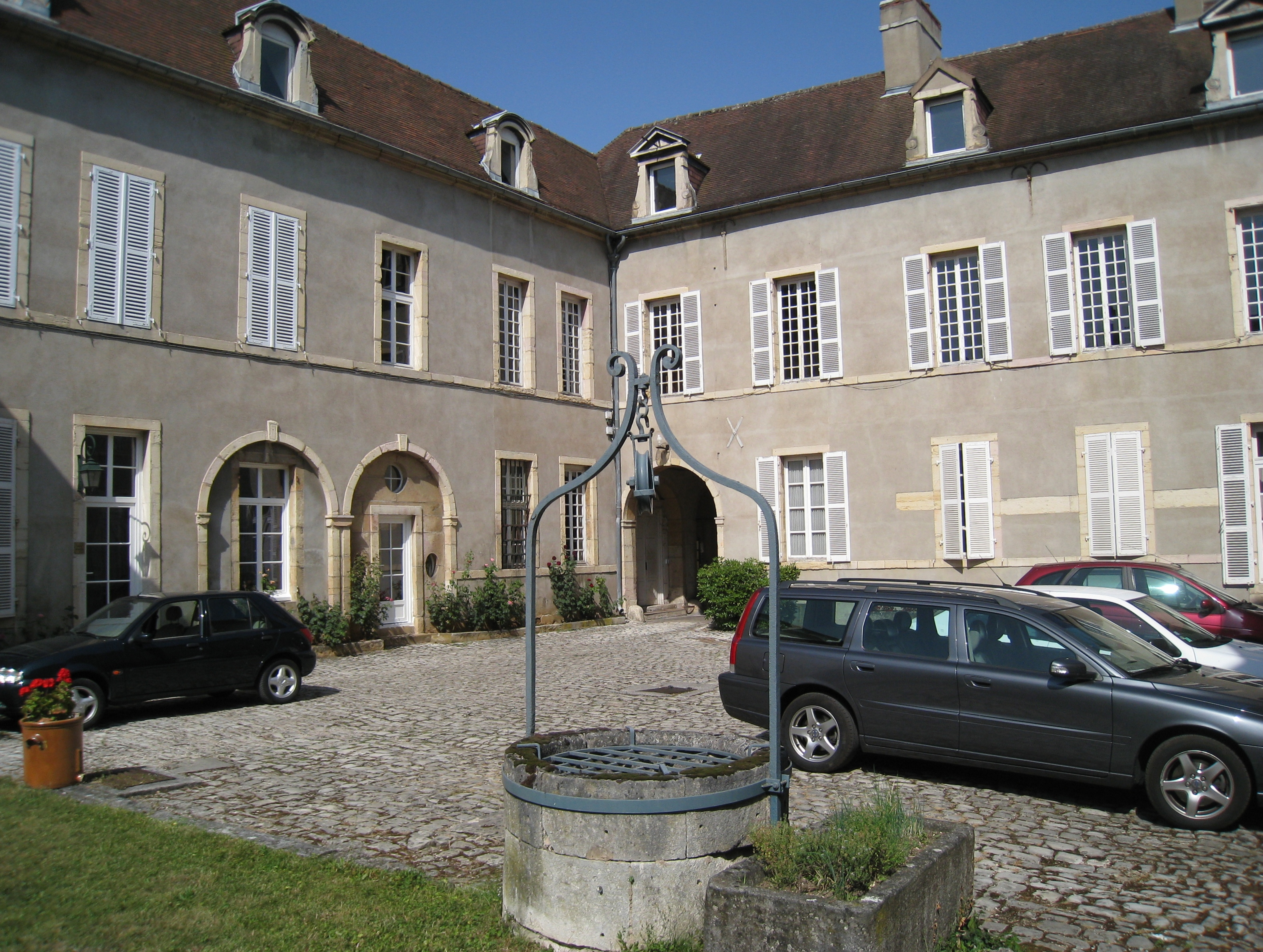
L'Hôtel Frantin côté cour.

Il est inscrit aux monuments historiques depuis 1937.

## Architecture et décorations
L'hôtel parlementaire a été construit sur un hôtel gothique, dont une partie de la façade, en pan coupé, aux fenêtres entourées de d'œils-de-bœufs aux deux niveaux, a été conservée. Me André Bourée relève en 1945 : 

« Dans le corps de bâtiment situé derrière cette partie subsistent à l'intérieur des vestiges d'une construction du XVᵉ s. : fronton d'une porte en pierre entourée de moulure gothique, corbeaux de pierre soutenant les  poutres, porte en bois avec dessin gothique. »

La nouvelle construction comprenait en plus de la partie côté rue, deux elles formant équerre sur la cour. Un état des lieux de 1723 indique que le bâtiment ne comprenait au premier étage que des salles de réception. André Bourée en rapporte cette description :

« Une grande salle de dix mètres sur sept avec grande cheminée et buste de Louis XIV, un salon en majeure partie boisé et avec glaces de sept mètres  sur  six  dont le magnifique plafond en forme  de  voûte est  peint et représente le Triomphe de Léda, et deux autres grandes pièces,  dont  l'une  boisée. Dans le salon et les deux pièces, Jean  de Cirey  fit placer des plaques de cheminée à ses  armes : d'azur à deux lévriers rampants et affrontés d'argent, accolés de gueules, bouclés  et cloués  d'or »

La date de 1660, indiquée sur la poulie du puits semble être la date d'achèvement de ce nouvel ensemble, hypothèse appuyée par l'architecture des fenêtres, similaire à celle d'autres hôtels parlementaires construits à la même époque.